# William Lombardy
William James Joseph Lombardy (Nueva York; 4 de diciembre de 1937-Martinez, California; 13 de octubre de 2017) fue un gran maestro de ajedrez, escritor de ajedrez, profesor y sacerdote católico estadounidense.

## Biografía
Hijo de italiano y de madre con raíces polacas, pasó la niñez con fuertes carencias económicas. Empezó a jugar al ajedrez a los nueve años, cuando un niño judío le enseñó las reglas. Estudió en la Academia La Salle, un colegio católico, y tras asistir al City College se matriculó en el Seminario de San José en Yonkers y se ordenó sacerdote. Trabajó en diversas parroquias desde 1960 sin renunciar del todo al ajedrez, llegando a participar en tres Olimpiadas de Ajedrez, de forma que fue uno de los principales jugadores de los Estados Unidos durante los años 1950 y 1960 (fue el primer estadounidense en ganar el Campeonato Mundial de Ajedrez Juvenil en Toronto de 1957, además con una puntuación perfecta de 11-0, hazaña que nunca se ha vuelto a repetir y que le valió el título inmediato de Maestro Internacional). Lombardy encabezó además el victorioso equipo de EE. UU. en el Campeonato Mundial de Estudiantes de 1960 en Leningrado. En el US Open de ajedrez de 1961 acabaría en segunda posición tras Bobby Fischer, seis años menor que él, pero ya con anterioridad había iniciado con él una buena relación de amistad, llegando incluso a entrenarlo en secreto desde la edad de 11 años y medio; incluso Fischer lo llamó para que lo ayudara, también en secreto, durante el famoso Campeonato Mundial de Ajedrez de 1972 en Reikiavik.  
Recibió su B.A. en Filosofía, una maestría en Ética y una Maestría en Divinidad, todo desde el Seminario de San José (Dunwoodie). Asistió a la CUNY, y estudió Psicología de la Educación de la Universidad de San Luis. En los años setenta Lombardy abandonó el sacerdocio cuando se enamoró y casó con una mujer holandesa de quien tuvo un hijo antes de divorciarse en 1992. Durante esta etapa de su vida se mantuvo dando clases de ajedrez y escribiendo libros sobre este juego. Ya muy mayor, sostuvo un pleito por haber sido desahuciado de su casa en 2016 y falleció en Martinez, California, el 13 de octubre de 2017.
Peter Sarsgaard interpretó el papel de Lombardy en la película de 2014 Pawn Sacrifice.

## Obras
- (1972). Modern Chess Opening Traps (1st ed.). David McKay.
- (1973). Snatched Opportunities on the Chessboard: Quick Victories in 200 Recent Master Games. Batsford. ISBN 0713403659.
- Con David Daniels y George Koltanowski (1975). US Championship Chess, with the Games of the 1973 Tournament. David McKay. ISBN 067913042X.
- Con David Daniels, (1975). Chess Panorama. Chilton. ISBN 0801960789.
- (1977). Chess for Children, Step by Step: A New, Easy Way to Learn the Game. Little Brown & Co. ISBN 0316530905.
- (1978). Modern Chess Opening Traps (2nd ed.). David McKay. ISBN 0679144005.
- (1978). Guide to Tournament Chess. David McKay. ISBN 0679130497.
- Con R. G. P. Verhoeven, (1983). 6e Interpolis schaaktoernooi 1982 (6th Interpolis Chess Tournament). Interpolis.
- (2011). Understanding Chess: My System, My Games, My Life. Russell Enterprises. ISBN 978-1-93649-022-6.